# Meierei im Neuen Garten

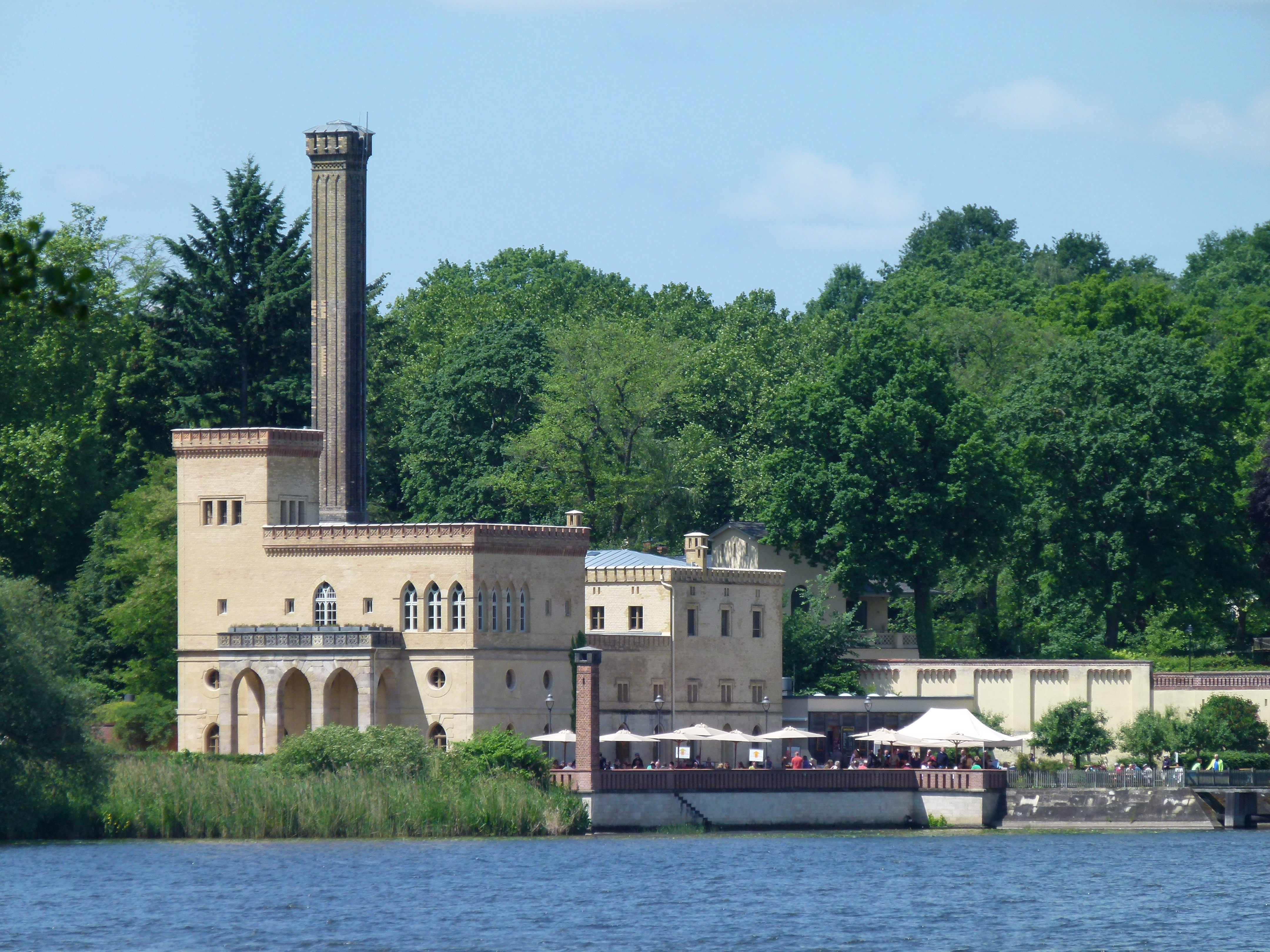
Budynek Meierei

Meierei im Neuen Garten (także Alte Meierei) – dawna mleczarnia w Nowym Ogrodzie w północnej części Poczdamu na brzegu jeziora Jungfern. Budynek projektu Carla Gottharda Langhansa wzniesiony został przez Andreasa Ludwiga Krügera w latach 1790–1792.
Obecnie (2008) w budynku znajduje się pompownia wody zasilająca rezerwuar na wzgórzu Pfingstberg oraz lokal gastronomiczny z browarem. Mleczarnia należy do grupy pałaców i zespołów parkowych w Poczdamie i Berlinie wpisanych w 1990 na listę światowego dziedzictwa UNESCO.

## Historia
Po wybudowaniu Pałacu Marmurowego za panowania króla Prus Fryderyka Wilhelma III wzniesiono również mleczarnię do produkcji mleka i produktów mlecznych dla dworu pruskiego. Budowla była dwukrotnie rozbudowywana.
Pierwsza rozbudowa w stylu normańskim nastąpiła w latach 1843–1844 na zlecenie Fryderyka Wilhelma IV. Na bazie projektu Ludwiga Persiusa Ludwig Ferdinand Hesse dobudował drugie piętro oraz wieżę w części południowo-zachodniej.
Druga rozbudowa miała miejsce w 1856-1867, kiedy to dobudowano maszynownię i pompownię do nawadniania Nowego Ogrodu. W części południowej kompleksu wzniesiono 30-metrowy komin, który został podwyższony w 1901. Pompownia pompowała wodę z jeziora Jungfern do zbiornika na wzniesieniu Pfingstberg, skąd zasilano wodotryski w Nowym Ogrodzie.
W latach 1918–1939 w budynku znajdowała się restauracja. Po zajęciu Meierei przez Armię Czerwoną pod koniec 1945 oraz po pożarze części budynku, działalność gastronomiczna została zawieszona. Wraz ze wzniesieniem Muru Berlińskiego budynek znalazł się w strefie granicznej na ziemi niczyjej i popadł w ruinę. Po zjednoczeniu Niemiec mleczarnia została odrestaurowana. Od 2003 w budynku znajduje się ponownie restauracja i browar.